# Žele palma
Žele palma (Pindo palma; lat. Butia capitata) sreće se u centralnom južnom Brazilu (Minas Gerais), sjevernom Urugvaju i sjevernoj Argentini. Ova je palma dosta otporna na vjetar zbog jakih peteljki obraslih sitnim bodljama. Listovi su zelenoplavi sa segmentima dugim i do pola metra, koji formiraju slovo V. Stablo je s relativno slabo izraženim usjecima. Dosta je otporna na sušu, iako bolje raste ako se češće zalijeva. Dvodomna je biljka s purpurnom do ljubičastom bojom cvjetova. Plodovi su joj bobice 2-3cm duge, okruglog do ovalnog oblika žutonarandžaste boje, koje u grozdovima vise s drveta. Jestive su i sirove (okus podsjeća na mješavinu ananasa i banane), iako se najčešće koriste za izradu želea (ime) ili alkoholnih napitaka. Ova palma ima otpornost do -12°C te je pogodna za cijelu jadransku obalu. Raste kao niše drvo visine 5-6 m. Postoji i varijanta:

## Poveznice
- Butia capitata var. odorata